# Elsterdohle
Die Elsterdohle (Corvus dauuricus) ist eine Singvogelart aus der Familie der Rabenvögel (Corvidae). Die 33 bis 34 cm großen Vögel zeichnen sich durch schwarz-weißes Gefieder, einen relativ kurzen Schnabel und ihre gedrungene Erscheinung aus. Das Verbreitungsgebiet der Art erstreckt sich vom Himalaya bis nach Südsibirien und Japan, wobei Sibirien nördlich der Amurregion nur im Sommer, China südlich des Jangtse, das südliche Korea sowie Japan nur im Winter bewohnt werden. Ihr Lebensraum umfasst offene Landschaften, die mit alten Bäumen oder Felsklippen Brutmöglichkeiten bieten und weitläufige Flächen mit niedriger Vegetation für die Nahrungssuche aufweisen. Die Elsterdohle ernährt sich vor allem von Insekten und Samen, ist aber grundsätzlich eine Allesfresserin. Die Art brütet je nach Region von Mitte Februar bis Juni und baut ihr Nest bevorzugt in Baumhöhlen.
Die Erstbeschreibung der Elsterdohle durch Pallas stammt aus dem Jahr 1776. Ihre nächste Verwandte ist die Dohle (Corvus monedula), mit der sie die Untergattung Coloeus, die Schwestergruppe der restlichen Raben und Krähen bildet. Der Bestand der Elsterdohle wird auf eine fünf- bis sechsstellige Zahl an Brutpaaren geschätzt und von BirdLife International als nicht gefährdet eingestuft.

## Merkmale

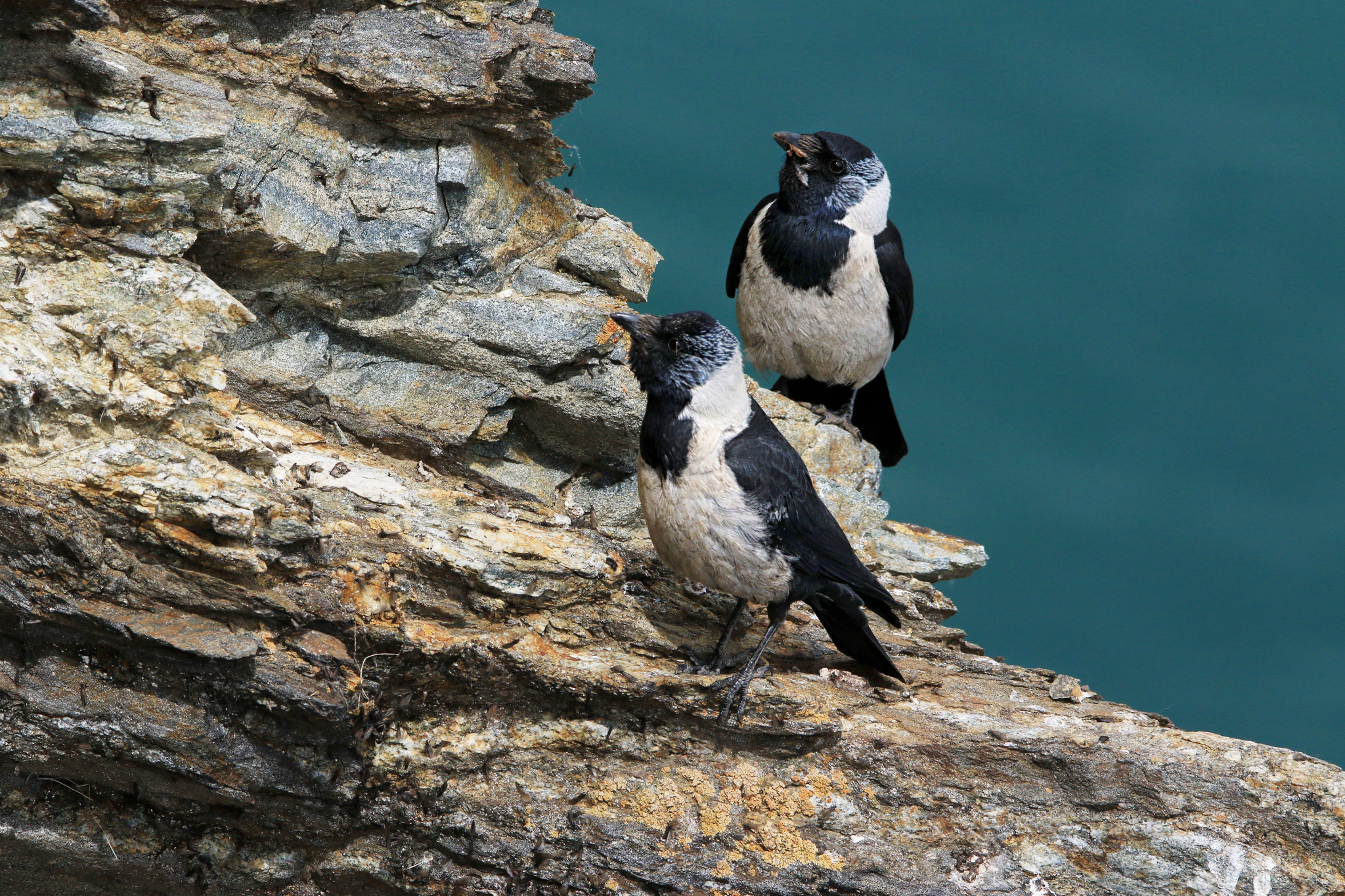
Zwei Elsterdohlen

### Körperbau und Farbgebung
Die Elsterdohle erreicht ausgewachsen eine Körpergröße von 33–34 cm und eine Flügelspannweite von 67–74 cm. Wie die Dohle (C. monedula) ist sie kleiner als die Angehörigen der Raben und Krähen. Gegenüber größeren Arten zeichnet sie sich vor allem durch ihren kurzen, stämmigen Schnabel und ihre eher gedrungene Gestalt aus. Zwischen männlichen und weiblichen Elsterdohlen besteht statistisch ein Größenunterschied. Männchen werden im Mittel größer und schwerer als Weibchen, die Maßbereiche sind aber weitgehend deckungsgleich. Weibliche Elsterdohlen haben 211–232 mm lange Flügel, ihr Schwanz erreicht eine Länge von 114–127 mm. Der weibliche Lauf misst 42–47 mm, der Schnabel weiblicher Vögel wird 30–35 mm lang. Weibchen erreichen ein Körpergewicht von 175–235 g. Die Flügel der Männchen werden 220–244 mm lang, ihre Schwanzlänge liegt zwischen 123 und 134 mm. Der Lauf männlicher Elsterdohlen erreicht 43–47 mm, ihr Schnabel wird 32–37 mm lang. Das männliche Gewicht liegt zwischen 185 und 235 g.

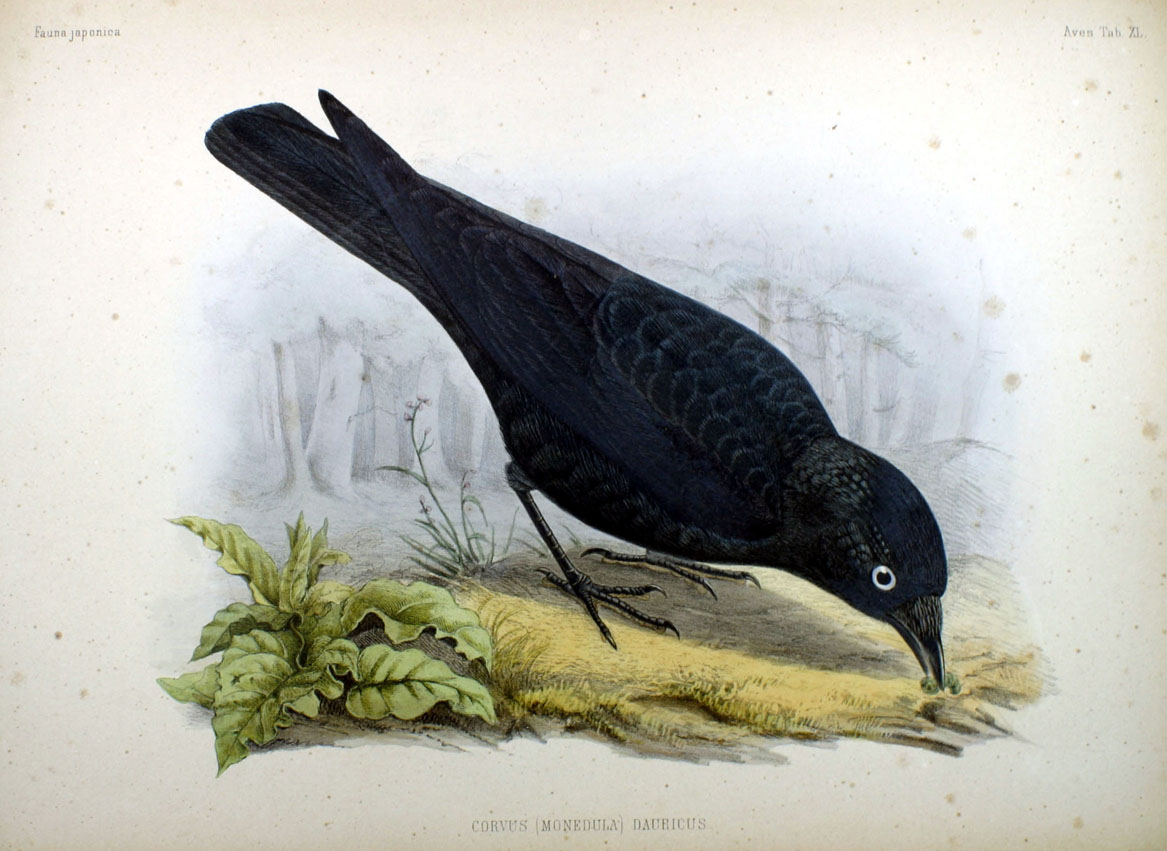
Immature Elsterdohle, Zeichnung von Philipp Franz von Siebold. Nach der ersten Mauser besitzt die Art zunächst ein weitgehend schwarzes Gefieder.

In der Färbung bestehen zwischen den Geschlechtern keine Unterschiede. Adulte Tiere besitzen schwarze Nasalborsten, eine schwarze Stirn und einen schwarzen Scheitel. Zügel, Kehle und Brust sind ebenfalls schwarz. Die Ohrdecken sind entweder gräulich schwarz oder auf schwarzem Grund weiß gestrichelt. Der Hinterkopf und Mantel der Elsterdohle sind weiß. Von dort zieht sich auf beiden Seiten ein schmales weißes Band über die Halsseiten bis zum weißen Bauch und den ebenfalls weißen Flanken. Mantel, Bürzel und Oberschwanzdecken sind dagegen schwarz, ebenso wie die Schenkel, die Unterschwanzdecken und die Steuerfedern. Hand- und Armschwingen sowie Schulterdecken sind ebenfalls schwarz gefärbt. Über die schwarzen Gefiederpartien zieht sich im frisch vermauserten Gefieder ein grünlicher bis violetter metallischer Schleier, während die weißen Anteile grau wirken können. Durch intensives Sonnenlicht färben sich die schwarzen Federn mit der Zeit bräunlich und verlieren einen Teil ihres Glanzes. Augen, Schnabel und Beine ausgewachsener Vögel sind schwarz.
Frisch ausgeflogene Jungvögel ähneln den Eltern bereits im Muster ihres Gefieders. Allerdings sind die Farben weniger kontrastreich, das Schwarz tendiert eher ins Gräuliche und ist auf der Brust mit Weiß gesprenkelt, während die weißen Bereiche des Gefieders schmutzig hellgrau erscheinen. Mit der ersten Mauser verliert sich diese Gefiederzeichnung vollständig und wird durch ein weitgehend schwarzes Gefieder ausgewechselt. Subadulte Elsterdohlen ähneln stark Dohlen, unterscheiden sich von diesen aber durch ihre dunkelbraune Iris. Auf ihrer Brust zeichnet sich undeutlich ein schwarzer Brustlatz ab. Die Ohrdecken sind oft wie bei adulten Tieren grau gestrichelt.

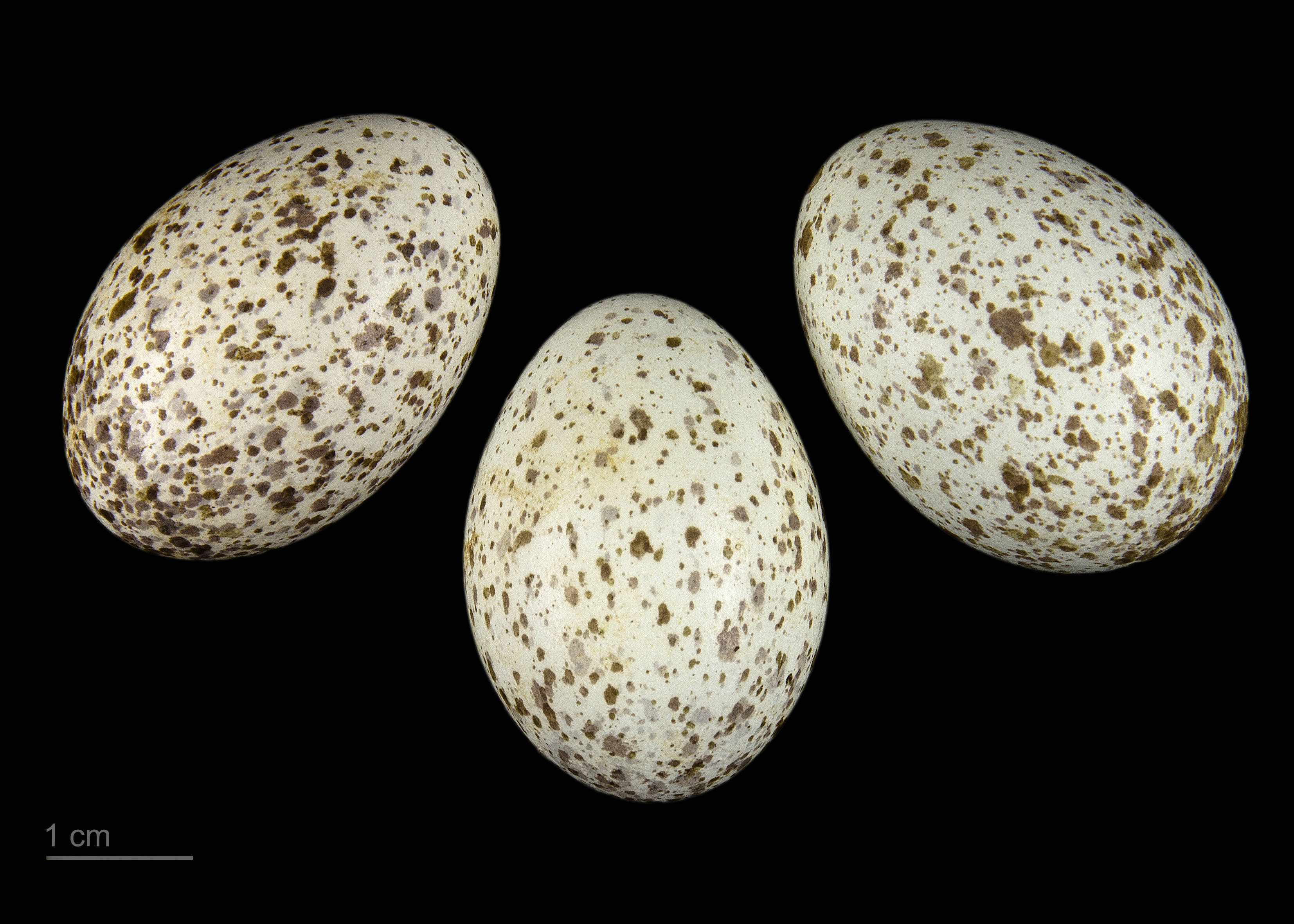
Coloeus dauuricus, Sammlung Museum von Toulouse

### Flugbild und Fortbewegung
Die Elsterdohle bewegt sich auf dem Boden lebhaft und meist schreitend fort. In Hast verfällt sie in Trippelschritte oder Hüpfen, auch unwegsames Gelände durchquert sie oft hüpfend unter Zuhilfenahme der Flügel. Im Flug zeichnet sie sich durch große Wendigkeit aus und erreicht höhere Geschwindigkeiten als größere Raben und Krähen.

### Lautäußerungen
Elsterdohlen gelten als geschwätzige und akustisch vielseitige Krähen. Ihre Lautäußerungen sind im Vergleich mit größeren Arten eher kurz und hoch. Sie ähneln deutlich denen der Dohle, sie sind aber nach Angaben einiger Autoren etwas tiefer und krächzender. Der häufigste Ruf ist ein abgehacktes tschack, daneben verwendet die Elsterdohle auch häufig kjä und kija in vielen verschiedenen Varianten.

## Verbreitung

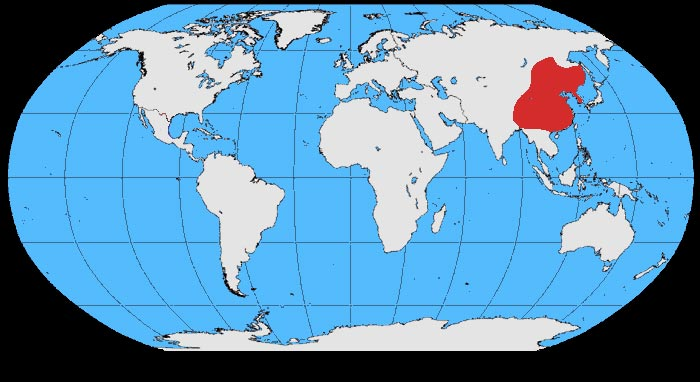
Verbreitung der Elsterdohle

Die Elsterdohle bewohnt das gemäßigte Asien östlich des Tibetischen Hochlandes. Die Brutgebiete reichen vom Nordrand des Plateaus und der Ostgrenze der Taklamakan nordostwärts über die Steppen der Mongolei bis an den Baikalsee. Die nördliche Grenze der Brutgebiete markiert in etwa der Beginn der sibirischen Taiga.

## Ernährung
Der Speiseplan entspricht dem der Dohle. Wie diese ernährt sie sich von Insekten und anderen wirbellosen Tieren, Samen, Beeren und Getreide.

## Fortpflanzung
Ihr Nest baut die Elsterdohle bevorzugt in Baumhöhlen, Felsspalten und in verfallenen Gebäuden, weicht aber auch auf Astgabeln aus. Das Gelege besteht aus vier bis sechs Eiern, die Eier sind denen der Dohle (Corvus monedula) sehr ähnlich.